# Pegomya magdalenensis
Pegomya magdalenensis är en tvåvingeart som beskrevs av Griffiths 1982. Pegomya magdalenensis ingår i släktet Pegomya och familjen blomsterflugor.
Artens utbredningsområde är New Mexico. Inga underarter finns listade i Catalogue of Life.